# Ozerna, Zboriv
Ozerna (în ucraineană Озерна) este o comună în raionul Zboriv, regiunea Ternopil, Ucraina, formată numai din satul de reședință.

## Demografie
Componența lingvistică a comunei Ozerna
     Ucraineană (99,36%)
     Alte limbi (0,56%)
Conform recensământului din 2001, majoritatea populației comunei Ozerna era vorbitoare de ucraineană (99,36%), existând în minoritate și vorbitori de alte limbi.